# Palkišče
Palkišče (italijansko Palchisce, zgodovinsko tudi Paljki ali Paljkišče) je zaselek ali gručasta vas v občini Doberdob  v Goriški pokrajini v Furlaniji-Julijski krajini, večinoma naseljeno s slovensko govorečim prebivalstvom. Kraj leži ob državni cesti SS55. Vas je leta 2011 štela 46 prebivalcev.
V vasi je živel Bruno Šuligoj, rojen leta 1923  v Trentu. Bil je partizan v 19. slovenski narodnoosvobodilni brigadi Srečko Kosovel. 22. februarja 1944 so ga Nemci prijeli in odpeljali v zapor, nato pa se je za njima izgubila vsaka sled. Domneva se, da je umrl v tržaški Rižarni. V vasi mu je postavljen tlakovec spomina.
V vasi podružnična cerkev Marijinega brezmadežnega srca, nasproti na drugi strani ceste pa spomenik žrtvam fašizma in nacizma.
Blizu vasi Palkišče se nahajata zaselka Hišarji in Mikoli na jugu in Vižintini na severu. V bližini vasi, 800 m proti zahodu se nahaja Poljanska jama, malo južneje od nje pa Brezno Rikijev samar.